# Wartość kosztorysowa inwestycji
Wartość kosztorysowa inwestycji (WKI) − planowany łączny koszt inwestycji. Koszt ten określa się za pomocą wskaźników cenowych w układzie następujących grup kosztów:
- pozyskanie działki budowlanej,
- przygotowanie terenu i przyłączenie obiektów do sieci,
- budowa obiektów podstawowych,
- instalacje,
- zagospodarowanie terenu i obiektów pomocniczych,
- wyposażenie przygotowawcze, projektowe, obsługa inwestorska oraz ewentualne szkolenia i rozruch,

Konieczność wyznaczenia WKI dla inwestycji finansowanych ze środków publicznych wynika z rozporządzenia Rady Ministrów z dnia 2 grudnia 2010 r. w sprawie szczegółowego sposobu i trybu finansowania inwestycji z budżetu państwa.